# Hunger Games : La Révolte
Hunger Games : La Révolte (titre original : Mockingjay) est le troisième tome de la trilogie The Hunger Games de Suzanne Collins, paru en 2010. Dernier roman de la série, il clôt l'histoire de Katniss. Les rebelles et elle entreprennent une révolution sanglante contre le Capitole, qui a emprisonné Peeta après la fin des derniers Hunger Games.
Il a reçu des critiques positives, bien que moins enthousiastes que pour les deux autres romans, certains regrettant une fin qui ne résout pas tous les questionnements de la série.
La Révolte est adapté au cinéma en deux films : la première partie est sortie en 2014 et la seconde partie fin 2015.

## Résumé
Après avoir été sauvée de l'arène par les rebelles du District 13, Katniss passe un accord avec eux : elle se dévoue pour endosser le rôle de Geai Moqueur, symbole de la rébellion. En échange, elle exige que le chef du District 13, la Présidente Alma Coin, accorde l'immunité à tous les vainqueurs des précédents Hunger Games, y compris Peeta. Katniss demande également le droit de tuer le Président Snow mais le choix sera décidé après la victoire des rebelles car la présidente Coin souhaite elle aussi tuer Snow. Mais Katniss, incapable de voir l'état de Peeta se dégrader à chaque apparition télévisée, perd son sang froid de Geai Moqueur. La Présidente Coin se décide alors à sauver Peeta, sachant que la culpabilité qu'éprouve Katniss fait obstacle à son rôle de « Geai Moqueur ». Après le sauvetage, on découvre que Peeta a été « conditionné » afin de voir Katniss comme une ennemie, et il tente de l'étrangler lors de leurs retrouvailles.
Peeta retrouve progressivement la mémoire grâce à des traitements et des thérapies. Delly Cartwright, son amie d'enfance, contribue à son rétablissement en lui racontant des évènements joyeux du District 12. Bientôt, Peeta retrouve suffisamment la mémoire pour rejoindre l'équipe Star, le groupe d'élite chargé de prendre d'assaut le Capitole.
Les rebelles, y compris l'équipe de Katniss, prennent le contrôle des différents Districts et finissent par jeter l'assaut sur le Capitole, avec l'intention de tuer le Président Snow. Cependant, la ville est truffée de pièges plus dangereux les uns que les autres, et Katniss voit l'effectif de son équipe se réduire, impliquant entre autres, la mort de Boggs et Finnick. L'arrivée de Lézards Mutants dans les égouts pousse les survivants et Katniss à remonter dans les rues du Capitole. Ils trouvent refuge chez Tigris qui les aide et les habille de façon à passer inaperçus dans la foule, stratégie payante puisque l'équipe Star se retrouvera devant les appartements de Snow. Mais alors que la mission semble toucher à sa fin, Gale se fait arrêter par des Pacificateurs. Katniss se retrouve seule sur la Grand Place alors que les combats atteignent durement le Capitole et ses habitants, se soldant finalement par la mort de Primrose dans le bombardement d'une des rues principales du Capitole en tentant de sauver des enfants.
Après de lourdes blessures, Katniss apprend que les rebelles ont placé le Président Snow en résidence surveillée. Quand elle va à sa rencontre, il lui apprend que l'assaut final qui a tué Prim a été ordonné par la Présidente Coin. Katniss se rend compte que s'il dit vrai, son ami Gale serait impliqué dans ce plan. Quand Katniss va remplir sa part du contrat et exécuter Snow, elle se souvient d'une de leurs discussions où ils sont convenus de ne pas se mentir l'un l'autre. Elle se rend alors compte qu'il disait la vérité sur l'assaut final et elle tue Coin. Une émeute éclate et Snow est retrouvé mort, étouffé par son propre sang.
Katniss est acquittée de toute charge en raison de sa folie apparente et rentre au District 12 accompagnée d'Haymitch. Peeta les rejoint quelques mois plus tard une fois remis entièrement de son lavage de cerveau.
Enfin, Katniss réalise qu'elle est amoureuse de Peeta depuis longtemps mais qu'elle ne s'en est jamais rendue compte car elle n'acceptait pas le fait de ressentir quelque chose pour lui à cause de Gale, et de la peur qu'elle éprouvait à chaque instant. Tout ce qu'ils ont traversé ensemble les ont rapprochés et après le lavage de cerveau de Peeta, elle a compris à quel point elle tenait à lui. Elle ne pourra plus jamais voir Gale sans l'associer à la mort de Prim. Pour survivre, elle a besoin de Peeta, qui lui offre l'espoir et la promesse d'une vie meilleure. C'est assez logique puisque Peeta lui avait redonné espoir la fois où il lui a jeté ses pains, bien avant qu'ils finissent ensemble. Et cela donne en quelque sorte une réponse à la phrase de Gale vers la fin du roman : "Katniss choisira celui qui sera le plus utile à sa survie" (entre Peeta et lui), car à la fin, elle dit "Pour survivre, je n'ai pas besoin de la flamme de Gale, nourrie de sa rage et de sa haine. J'en ai déjà bien assez en moi. Ce qu'il me faut, c'est le pissenlit au printemps. Le jaune vif qui évoque la renaissance plutôt que la destruction. La promesse que la vie continue, en dépit de nos pertes. Qu'elle peut même être douce à nouveau. Peeta est le seul à pouvoir m'offrir ça." Sans s'en rendre compte, elle a répondu à la "question" de Gale.
Avec l'aide d'Haymitch, Peeta et Katniss écrivent un livre en hommage aux Jeux et aux victimes, ainsi qu'à ceux qui sont morts pendant la guerre, afin de préserver leurs mémoires.  L'épilogue du roman et de la trilogie présente, 20 ans plus tard, Katniss et Peeta, parents de deux enfants.

## Personnages
- Katniss Everdeen : Héroïne et narratrice des Romans. En se rebellant contre le Capitole, elle devient le "Geai Moqueur", l’espoir d'une révolte et le symbole de tout un peuple. Elle lutte contre ses sentiments envers Peeta et Gale tout au long des romans. C'est l'une des 7 vainqueurs qui restent en vie à la fin de l'histoire (les autres étant Peeta, Johanna, Annie, Beetee, Haymitch et Enobaria) Katniss finira sa vie avec Peeta dans le nouveau district 12, elle aura une fille et un garçon avec lui et elle en voudra à Gale d'avoir conçu les bombes qui ont tué sa sœur, Prim.
- Peeta Mellark : Tribut du district 12. Ses relations avec Katniss sont compliquées au début mais il l'aime plus que tout au monde. Pendant le troisième tome, Peeta est "conditionné" par le Capitole afin qu'il puisse voir en Katniss une ennemie et la tuer. Finalement, celle-ci se rendra enfin compte que ses sentiments sont réciproques. Elle ira vivre dans le nouveau district 12 avec Peeta et Haymitch, elle lui avouera son amour et aura un garçon et une fille avec lui. C'est l'un des 7 vainqueurs qui restent en vie à la fin de l'histoire.
- Finnick Odair : Tribut masculin du district 4 lors des 75° Hunger Games et gagnant des 65èmes Hunger Games à l'âge de 14 ans seulement. Finnick est réputé pour avoir gagné ses Hunger Games très jeune et pour être très beau. Il aime Annie, qui est devenue folle après sa participation aux Hunger Games. Il s'allie à Katniss, Peeta et Mags, l'autre tribut de son district qui s'était portée volontaire afin de sauver Annie. Finnick et Annie se marient dans le district 13 avant que l'équipe Star ne parte au Capitole. On apprend dans "La Révolte" que le Président Snow vendait son corps aux personnes qui le servait bien et que s'il refusait ses proches mourraient. Dans le troisième tome, il meurt lors d'une mission de l'équipe Star, décapité par des mutations génétiques de lézard laissant Annie enceinte de lui.
- Alma Coin : Présidente du district 13, elle mène la révolte en faisant de Katniss son Geai Moqueur. C'est lorsque Snow est arrêté qu'elle devient la présidente de Panem de manière éphémère, avant d'être tuée par Katniss ayant compris que Coin avait organisé l'attaque qui a tué sa sœur, Prim.
- Johanna Mason : Elle participe aux 75es Hunger Games, comme tribut du district 7. C'est une des alliées de Katniss, elle connaissait le plan visant à faire sortir les tributs de l'arène ; elle a ainsi permis à Katniss de s'enfuir de l'arène en enlevant son mouchard. Dans le troisième tome, elle est suivie par un psychologue après avoir été torturée par le Capitole. On apprend que Johanna hait Katniss parce que "tout le monde se met en quatre pour elle". C'est l'une des 7 vainqueurs qui restent en vie à la fin de l'histoire.
- Annie Cresta : Follement amoureuse de Finnick, elle est devenue folle après avoir participé aux Hunger Games. Dans le second tome, Mags se porte volontaire pour lui éviter de nouveaux Jeux. Dans le troisième, elle se marie avec Finnick. Elle aura un enfant de lui. C'est l'une des 7 vainqueurs qui restent en vie à la fin de l'histoire.
- Plutarch Heavensbee : Dans le tome 2, il est le nouveau Haut Juge des jeux, après la mort de Seneca Crane. Pendant une soirée organisée en l'honneur de Peeta et Katniss dans la demeure du président Snow, il tente de faire comprendre à Katniss qu'il est rallié à la cause des rebelles mais elle ne comprend pas le message. À la fin de ce tome, il conduit Katniss, Finnick, Haymitch et Beetee dans le 13. Dans le troisième tome, il est membre du commandement du District 13.
- Boggs : Bras droit de Coin, il aide Katniss et l'équipe Star, dont il fait lui même parti, à entrer au Capitole au cours du troisième tome. Il meurt sous les yeux de Katniss et de l'équipe Star, amputé des deux jambes.
- Primrose Everdeen : Sœur de Katniss Everdeen. Elle est appelée pour représenter le district 12 pour les 74es Hunger Games mais Katniss se porte volontaire à sa place. Prim reste traumatisée par les multiples Jeux auxquels Katniss participe. À la fin du tome 3, elle meurt brûlée par des parachutes explosifs inventés par Gale (ce qui rendra Katniss furieuse contre lui) et lancés par le district 13.
- Gale Hawthorne : Gale est le compagnon d'enfance de Katniss ainsi que son meilleur ami. Il est le fils d'Hazelle et le frère aîné de sa fratrie. Le père de Gale est mort dans le même coup de grisou que celui de Katniss. Gale est un chasseur hors pair particulièrement doué dans l'art de poser des pièges. C'est d'ailleurs lors d'une chasse en forêt qu'il rencontrera Katniss qu'il surnomme Catnip et formeront un duo inséparable. Il apprend beaucoup de choses à Katniss, choses qui lui seront utiles dans ses Hunger Games. Gale est depuis toujours amoureux de Katniss. Dans le troisième tome, Gale aide Beetee à créer différentes armes comme une double bombe, c'est cette bombe qui tuera Prim et d'autres enfants dans le Capitole. Katniss lui en voudra toute sa vie pour cela. Lorsque Snow et Coin meurent, Gale finira dans le district 2 comme fonctionnaire du gouvernement.